# Aulus Atilius Calatinus
Aulus Atilius Calatinus (soms ook Aulus Atilius Caiatinus genoemd) was een voornaam Romeins generaal in de Eerste Punische Oorlog, die tweemaal consul en eenmaal dictator werd.
Zijn eerste consulaat viel in 258 v.Chr., toen hij Sicilia als provincia kreeg toegewezen, volgens Polybius, samen met zijn collega Gaius Sulpicius Paterculus maar volgens andere bronnen alleen, om oorlog te voeren tegen de Carthagers. Als praetor in 257 v.Chr. nam hij eerst de stad Hippana, en vervolgens het zeer versterkte Myttistratum, dat hij in as liet opgaan. Onmiddellijk nadat hij Camarina had aangevallen, viel hij in een hinderlaag en zou hij en zijn manschappen zijn omgekomen, ware het niet dat hij door de inspanningen van een tribunus militum die meestal Calpurnius Flamma genoemd wordt, hoewel zijn naam niet in al onze bronnen dezelfde is. Nadat hij uit deze gevaarlijke situatie was ontsnapt, veroverde hij Camarina, Erma, Drepanum, en andere plaatsen die tot dan hadden toebehoord aan de Carthagers. Aan het einde van het jaar viel hij Lipara aan, waar de belegering zou worden voortgezet door zijn opvolger. Bij zijn terugkeer naar Rome werd hij met een triomftocht geëerd.
In 254 v.Chr. werd hij opnieuw consul. Kort daarvoor hadden de Romeinen bijna heel hun vloot verloren in een storm bij kaap Pachynum, maar Atilius Calatinus en zijn collega Gnaius Cornelius Scipio Asina bouwden een nieuwe vloot van 220 schepen in slechts drie maanden, en beide consuls voeren vervolgens naar Sicilia. De belangrijkste gebeurtenis dat jaar was de inname van Panormus door Calatinus.
In 249 v.Chr. werd Atilius Calatinus aangesteld als dictator om oorlog te voeren in Sicilia in plaats van Claudius Glycia. Niets van echt belang gebeurde tijdens zijn dictatuur, die enkel opmerkelijk was doordat het de eerste keer was dat een dictator een leger beval buiten Italia.
Verscheidene jaren later, in 241 v.Chr., werd hij gekozen als onderhandelaar tussen proconsul Gaius Lutatius Catulus en pretor Quintus Valerius, om te beslissen wie van hen het recht had een triomftocht te krijgen. Hij oordeelde in het voordeel van de proconsul. Buiten het feit dat hij een tempel voor Fides op de Capitolijn en een tempel voor Spes op het forum Holitorium bouwde, is er verder niets bekend over hem.
Aulus Atilius Calatinus was een man die zowel door zijn tijdgenoten als hun nakomelingen zeer geëerd werd en zijn graf werd gesierd door de inscriptie "unum hunc plurimae consentiunt gentes populi primarium fuisse."